# Luchthaven van Boedapest
De Luchthaven van Boedapest (Hongaars, officieel: Budapest Liszt Ferenc Nemzetközi Repülőtér) is de internationale luchthaven van Boedapest en ligt ongeveer 16 kilometer ten zuidoosten van het centrum van de Hongaarse hoofdstad in District XVIII. Lang was het de enige internationale luchthaven van Hongarije. Anno 2015 is het de grootste van vijf: Luchthaven Debrecen, Sármellék (Hévíz-Balaton Airport), Győr en Pécs zijn de overige locaties met internationale luchthavens.
De luchthaven heette aanvankelijk Ferihegy, maar kreeg in maart 2011, ter ere van zijn 200ste geboortejaar de naam van de componist Franz Liszt. Toen Malév in februari 2012 failliet ging verloor de luchthaven meer dan een derde van haar vluchten. Verschillende maatschappijen als Ryanair, Wizz Air, Aegean Airlines en Lufthansa kondigden kort hierna nieuwe routes aan, waardoor de luchthaven binnen een week circa 60% van de verloren bestemmingen weer aangevlogen zag. De financiële gevolgen voor de luchthaven zijn echter groot: zo loopt de luchthaven de anderhalf miljoen overstappers die Malév genereerde mis.
De luchthaven wordt geëxploiteerd door Budapest Airport Zrt., waarvan sinds 2007 75% min één stem in handen is van het Duitse Hochtief en de rest van de Hongaarse staat. De luchthaven is een hub voor Ryanair, Wizz Air en Travel Service Hungary.

## Passagiersdata
In 2012 vertrokken er 8.504.020 passagiers vanaf Liszt Ferenc Airport, in 2013 was dit licht gestegen naar 8.520.000. In 2014 vertrokken er voor het eerst meer dan 9 miljoen reizigers: 9.155.961. In 2015 werd ook de grens van 10 miljoen overschreden: 10.298.936. In 2016 vlogen er al meer dan 11 miljoen reizigers via de luchthaven (11.441.999).
In 2019, het laatste jaar voor de uitbraak van Covid-19 bereikte de luchthaven een aantal reizigers van 16,2 miljoen, een derde plek na Praag (17,2 mln reizigers in 2019) en de nummer 1 van de landen van de Visegrádgroep: Warschau (18,9 mln reizigers).

## Terminal 1
Het oude luchthavengebouw van Ferihegy is in 2005, na grondige renovatie, weer in gebruik genomen voor passagiersvluchten. Tussen 2005 en 2012 vertrokken de zogenaamde low-cost carriers zoals Wizz Air en easyJet van terminal 1. Na het opheffen van Malév in februari 2012 is de terminal gesloten omdat Terminal 2 het verkeer ruimschoots aan kan.

## Terminals 2A en 2B
Terminal 2A was bedoeld voor de passagiers van vluchten die binnen de Schengenzone blijven. Terminal 2B was uitsluitend bedoeld voor vluchten van Malév.
In 2012 is het zogenaamde Skycourt opgeleverd, een centrale verblijfshal.

### Statistieken
Vanwege een beveiligingsprobleem met de MediaWiki Graph-software is het momenteel niet mogelijk deze grafiek weer te geven. Zodra de software is bijgewerkt zal de grafiek vanzelf weer zichtbaar worden.